# Dig
Dig – amerykański, serial telewizyjny (thriller, dramat) wyprodukowany przez Universal Cable Productions. Twórcami serialu są Gideon Raff oraz Tim Kring. Serial był emitowany od 5 marca do 7 maja 2015 roku przez USA Network. 13 maja 2015 roku stacja USA Network anulowała serial po jednym sezonie.

## Fabuła
Serial skupia się na Peterze Connellym, agencie FBI służącym na terenie Jerozolimy, który prowadzi śledztwo w sprawie morderstwa kobiety, archeologa. Przez przypadek trafia na starożytną teorię konspiracyjną, która może zmienić obecny porządek na świecie.

## Obsada
- Jason Isaacs jako Peter Connelly, agent FBI[3]
- Anne Heche jako Lynn Monahan, szefowa Petera[4]
- Alison Sudol jako Emma Wilson, amerykańska stażystka pracująca na wykopaliskach w Jerozolimie[5]
- David Costabile jako Tad Billingham, pisarz religijny[6]
- Lauren Ambrose jako Debbie[7]
- Ori Pfeffer jako  Golan Cohen, detektyw
- Regina Taylor jako Ruth Ridell, ambasador USA w Izraelu[8]
- Melinda Page Hamilton jako Sandra[9]

## Odcinki
| Sezon | Sezon | Odcinki | Oryginalna emisja | Oryginalna emisja | Oryginalna emisja | Oryginalna emisja | Oryginalna emisja |
| Sezon | Sezon | Odcinki | Premiera sezonu   | Finał sezonu      | Premiera sezonu   | Finał sezonu      |                   |
| ----- | ----- | ------- | ----------------- | ----------------- | ----------------- | ----------------- | ----------------- |
|       | 1     | 10      | 5 marca 2015      | 7 maja 2015       | brak danych       | brak danych       |                   |

### Sezon 1 (2015)
| #  | Tytuł                | Reżyseria         | Scenariusz                     | Premiera         | Premiera |
| -- | -------------------- | ----------------- | ------------------------------ | ---------------- | -------- |
| 1  | Pilot                | SJ Clarkson       | Tim Kring, Gideon Raff         | 5 marca 2015     |          |
| 2  | Catch You Later      | Gideon Raff       | Tim Kring, Gideon Raff         | 12 marca 2015    |          |
| 3  | The Rosenbergs       | Gideon Raff       | Tim Kring, Gideon Raff         | 19 marca 2015    |          |
| 4  | Prayer of David      | Gideon Raff       | Carol Barbee                   | 26 marca 2015    |          |
| 5  | Emma Wilson's Father | Gideon Raff       | Bradford Winters               | 2 kwietnia 2015  |          |
| 6  | The Well of Souls    | Allan Arkush      | Tim Kring, Gideon Raff         | 9 kwietnia 2015  |          |
| 7  | Trust No One         | Millicent Shelton | Barry O'Brien                  | 16 kwietnia 2015 |          |
| 8  | Sisters of Dinah     | Millicent Shelton | Jesse Peyronel, Sharon Hoffman | 23 kwietnia 2015 |          |
| 9  | Jehoshaphat          | Gideon Raff       | Carol Barbee, Bradford Winters | 30 kwietnia 2015 |          |
| 10 | Armageddon Protocol  | Gideon Raff       | Tim Kring, Gideon Raff         | 7 maja 2015      |          |

## Produkcja
14 listopada 2013 roku, stacja USA Network zamówiła pierwszy sezon serialu, który będzie się składał z 6 odcinków W związku z trudną, niestabilną sytuacją w Izraelu produkcja serialu została przeniesiona do USA. Zdjęcia do Dig częściowo przeniesione zostały również do Chorwacji, gdzie kręcono je w następujących lokacjach: Dubrownik, Trogir, Ploče, Split, Szybenik, Pula, Istarske Toplice, Pazin, Letaj, Loborika, Sveti Petar u Šumi. 8 października 2014 roku stacja zamówiła 4 dodatkowe odcinki serialu; łącznie pierwszy sezon liczył 10 odcinków.